# Zenobia Shroff
Zenobia Shroff, née le 27 mai 1965, est une actrice, écrivaine et humoriste américaine d'origine indienne.
Elle est connue pour son apparition dans le film The Big Sick, sorti en 2017, mais aussi pour son rôle de Muneeba Khan au sein de l'univers cinématographique Marvel,.

## Biographie

### Jeunesse et éducation
Zenobia Shroff a grandi dans une famille Parsi du sud de Bombay.

### Carrière
Shroff a commencé sa carrière professionnelle à seize ans en tant que modèle d'impression commerciale. Après sept années passées dans le mannequinat, elle se dirige vers le théâtre. Elle a fait ses débuts d'actrice à Mumbai sous le mentorat de Pearl Padamsee. Elle a ensuite déménagé pour étudier le théâtre à la Circle in the Square Theatre School de New York,. Peu de temps après, elle est apparue au Broadway Castillo Theatre, où elle a joué plusieurs rôles tels que Nora dans Une maison de poupée d'Henrik Ibsen. Elle a également joué dans Erotic Adventures in Venice au La MaMa Experimental Theatre Club et dans Jacques et son maître de Milan Kundera.

#### 2007-2016
En 2007, elle joue le rôle de Roxanne dans Little Zizou, écrit et réalisé par Sooni Taraporevala, ce qui lui a valu une nomination dans la catégorie de meilleure actrice au festival du film indien de New York. Quelques années plus tard, elle apparaît dans When Harry Tries to Marry, une comédie romantique américaine. Elle a enchaîné avec son premier rôle dans un film de Bollywood, Ek Main Aur Ekk Tu, aux côtés d'Imran Khan, qui a été acclamé par la critique. Son spectacle solo, Show How to Succeed as an Ethnicically Ambiguous Actor, a été joué au Planet Connections Festival en juin 2016, ce qui lui a permis de recevoir une nomination.
Zenobia Shroff a pratiqué la danse tout au long de sa vie, commençant par la danse classique des temples indiens, la Bharat Natyam, pendant plusieurs années, avant de passer au jazz et au moderne. Elle est membre fondatrice de la compagnie de danse Shiamak Davar, avec laquelle elle a fait des tournées nationales, notamment en jouant Anita dans West Side Story, Cabaret et A Chorus Line.

#### 2017-présent
Par la suite, elle a continué à présenter son spectacle Show How to Succeed as an Ethnically Ambiguous Actor au cours de l'été 2017. La même année, elle a joué le rôle de la mère de Kumail Nanjiani dans The Big Sick, produit par Judd Apatow. Le casting a été nommé pour un Screen Actors Guild Awards en 2018.
Par la suite, elle est apparue dans la série dramatique médicale américaine The Resident, mais aussi dans Madam Secretary, et elle a tenu un rôle récurrent dans les saisons 4 et 5 de The Affair. En 2020, elle a prêté sa voix à un personnage du film Pixar Soul.
En 2022, elle a joué le rôle de Muneeba Khan dans la série Miss Marvel de Marvel Studios, sur Disney+, avant de reprendre son rôle l'année suivante au cinéma dans le film The Marvels, réalisé par Nia DaCosta.

### Vie privée
Elle est titulaire d'un master en psychologie.

## Filmographie

### Cinéma
- 1989 : Percy : Vera
- 2008 : Little Zizou : Roxanne
- 2010 : When Harry Tries to Marry : Geeta Shankar
- 2012 : Ek Main Aur Ekk Tu : Nicole Braganza
- 2016 : Misaligned : la mère de Nadia (court-métrage)
- 2017 : The Big Sick : Sharmeen
- 2019 : (t)here : Geeta (court-métrage)
- 2020 : Save Yourselves! : la mère de Su (voix)
- 2020 : Soul : une conseillère d'âme (voix)
- 2021 : 7 Days : la mère de Rita
- 2023 : The Marvels : Muneeba Khan

### Télévision
- 2018-2019 : The Resident : Himaya Pravesh (3 épisodes)
- 2018 : The Affair : Priya Ullah (6 épisodes)
- 2018 : The Greatest American Hero : Leena (téléfilm)
- 2018 : Madam Secretary : la première ministre indienne Vanya Kharti (1 épisode)
- 2022 : Miss Marvel : Muneeba Khan (rôle principal, 6 épisodes)